# 17. SS-Panzergrenadier-Division „Götz von Berlichingen“
Die 17. SS-Panzergrenadier-Division „Götz von Berlichingen“ war eine Panzergrenadier-Division der Waffen-SS im Zweiten Weltkrieg. Sie war nach dem Reichsritter Götz von Berlichingen benannt.

## Geschichte

### Aufstellung
Im Spätherbst des Jahres 1943 wurden die bisherigen SS-Panzergrenadier-Brigaden 49 und 51 und weitere Einheiten aus dem Deutschen Reich, darunter Teile der 10. SS Panzer-Division, zusammengezogen. Sie bildeten in Südwestfrankreich gemeinsam die neue 17. SS-Panzergrenadier-Division „Götz von Berlichingen“.

### Einsatz

#### Balkan 1943
Im Dezember des Jahres 1943 kam sie im Zuge des Krieges gegen die Jugoslawische Volksbefreiungsarmee zusammen mit dem V. SS-Gebirgskorps auf dem Balkan zum Einsatz.

#### Südfrankreich 1943
Wenige Wochen später wurde sie letztlich als OKW-Reserve nach Südfrankreich abgezogen.

#### Operation Overlord
Da die Invasion der Alliierten in der Normandie im Juni 1944 für die deutschen Truppen überraschend kam, verlegte man die 17. SS-Panzergrenadier-Division nach Saint-Lô. Um den vordringenden alliierten Truppen Einhalt zu gebieten, zog man die Division südlich von Carentan in die Front. Hier griff die 17. SS-Panzergrenadier-Division drei US-Divisionen an.
Am 30. Juni verließ ein Transport mit 31 neuen Jagdpanzern IV für die SS-Panzerjäger Abteilung 17 der Division das Heereszeugamt.
Nach schweren Verlusten im Kampf um die Stadt Saint-Lô, die am 20. Juli 1944 durch US-Truppen befreit wurde, zog sich die Division in die Champagne und den Großraum Paris zur „Auffrischung“ zurück. Die „Auffrischungsphase“ währte aber nicht lange, da Mitte September 1944 die 3. US-Armee eine Großoffensive gegen den Moselabschnitt begann.

#### Ostfrankreich 1944
Daraufhin begab sich die Division in den Raum von Metz und besetzte die Front in der Festung Metz und nördlich davon; diese wurde bis Mitte November 1944 gehalten. Einige Tage später startete ein erneuter Großangriff der Amerikaner, worauf sich die 17. SS-Panzergrenadier-Division bis zur Reichsgrenze zurückziehen musste.

#### Unternehmen Nordwind
Das „Unternehmen Nordwind“ im Elsass und in Lothringen war die letzte Offensive deutscher Streitkräfte an der Westfront. Die 17. SS-Panzergrenadier-Division griff dabei am 1. Januar 1945 Wœlfling-lès-Sarreguemines, Bining und Achen am rechten Flügel der deutschen 1. Armee an, blieb aber am zweiten Tag in der Maginot-Linie hängen.

#### Rückzugskämpfe durch Süddeutschland
Ein anschließender Rückzug folgte im Februar 1945, der sich durch Baden, Nordwürttemberg und Bayern zog, über den Raum Mannheim bis zum Odenwald. Die Division war dem XIII. SS-Armeekorps unter SS-Gruppenführer Max Simon unterstellt und kämpfte im Rahmen der amerikanischen Operation Undertone erfolgreich gegen die Umzingelung durch die US-Truppen.
Ende März 1945 starb der Kommandeur Fritz Klingenberg durch eine amerikanische Panzergranate.

#### Schloss Itter
Im April 1945 erreichte sie das bayerische Voralpenland und kämpfte in der Schlacht um Schloss Itter gegen Soldaten der Wehrmacht.

### Kapitulation
Am Abend des 3. Mai 1945 war der OB Süd, Generalfeldmarschall Kesselring, von Reichspräsident Dönitz autorisiert worden, die Kapitulation der Heeresgruppe G einzuleiten. Zum Unterhändler bestimmte er General Foertsch, den Oberbefehlshaber der 1. Armee. Die Verhandlungen fanden am 5. Mai 1945 statt; die Kapitulation sollte am Mittag des 6. Mai 1945 in Kraft treten. Von Kesselring wurde Oberst-Gruppenführer Paul Hausser beauftragt, „für eine disziplinierte Kapitulation zu sorgen.“ Im Tegernseer Tal war der Krieg auch für die 17. SS-Panzergrenadier-Division „Götz von Berlichingen“ damit beendet.
Nach Kriegsende erwog der Vier-Sterne-General George Patton, das aufgelöste XIII. Armeekorps der Wehrmacht dem Offizierskorps der Division „Götz von Berlichingen“ zu unterstellen, um die sowjetische Armee aus Europa zu „vertreiben“. Patton war so beeindruckt von der Disziplin innerhalb der Truppe, dass er sie zusammen mit den amerikanischen Einheiten kämpfen lassen wollte. Allerdings wurde der Plan niemals realisiert und General Patton wenige Monate später abgesetzt. Mit der Operation Unthinkable hatte der englische Premierminister Winston Churchill ein ähnliches Denkmodell erwogen.

### Einsatzgebiete
- Dezember 1943: Balkan
- Januar 1944 bis Mai 1944: Südfrankreich
- Juni 1944 bis Juli 1944: Normandie
- August 1944: Champagne
- September 1944 bis November 1944: Lothringen
- Dezember 1944 bis Februar 1945: Saarpfalz
- März bis Mai 1945: Württemberg, Franken und Alpenvorland

## Kriegsverbrechen

### Durch Angehörige der Division
Ebenso wie andere SS-Divisionen war auch die 17. SS-Panzergrenadier-Division an Kriegsverbrechen beteiligt. In der Endphase des Krieges wird ihr Misshandlung von Zivilisten, die sich abwertend gegenüber Hitler geäußert hatten, und die Erschießung einiger ausländischer und deutscher Konzentrationslager-Häftlinge in Ellwangen zur Last gelegt.
Fritz Swoboda, einer ihrer Angehörigen, erzählte seinem Zellengenossen im US-amerikanischen Abhörlager für Kriegsgefangene in Fort Hunt bei Washington von einer Erschießung amerikanischer Kriegsgefangener an der Westfront im Jahr 1944, an der er selbst beteiligt war. Diesem nicht mehr genau datierbaren Kriegsverbrechen, für das Wut über die vorangegangene Tötung eines Vorgesetzten als Grund genannt wurde, fielen offenbar neun amerikanische Soldaten zum Opfer.
Auch bei anderen Vorfällen töteten Angehörige der Division nachweislich Kriegsgefangene und Zivilisten. So fanden SS-Angehörige des SS-Panzergrenadier-Regiment 37 in der Nacht vom 11. auf den 12. Juni 1944 im nordfranzösischen Graignes 20 verwundete US-Fallschirmjäger vor. Diese Angehörigen der 82nd Airborne Division, zwei Zivilistinnen sowie zwei Geistliche, die die Verwundeten versorgt hatten, wurden daraufhin getötet und das Dorf niedergebrannt.
Im Juli 1944 kam es in der französischen Gemeinde Bonneuil-Matours ebenfalls zur Ermordung alliierter Soldaten und französischer Zivilisten. So sollen Angehörige der Division u. a. an der Tötung von 33 gefangenen Angehörigen des britischen Special Air Service beteiligt gewesen sein. Als Vergeltung bombardierten De Havilland DH.98 Mosquitos der Royal Air Force am 14. Juli 1944 die Stellungen der Division mit Napalm.
Ein anderer Angehöriger der Division erschoss am 17. April 1945 in der Gemeinde Burgthann den Bürgermeister, nachdem dieser weiße Fahnen als Zeichen der Kapitulation hissen ließ. Diese Hinrichtung soll damals geltendem Recht (dem sogenannten Flaggenbefehl) entsprochen haben, weshalb der nachfolgende Prozess 1958 eingestellt wurde.
Außerdem wird heute von wissenschaftlicher Seite die Meinung vertreten, das Massaker von Maillé sei durch das Feldersatz-Bataillon der 17. SS-Panzergrenadier-Division begangen worden.
Am 1. April 1945, Ostersonntag, beschoss ein versprengter Rest unter Führung  von Rudolf Klaphake den Ort Rot bei Heidelberg, heute St. Leon-Rot, mit einer Kanone, die sich Klaphake von einer Einheit der Wehrmacht unter Führung von Keitel ausgeliehen hatte. Der Dauerbeschuss konnte unterbrochen werden durch das Eingreifen eines Zivilisten, der die Telefonleitung zwischen Beobachtungsposten und Geschützstandort unterbrach.
Grund für den Beschuss war, dass der Bürgermeister und der Pfarrer des Ortes den Resthaufen von Klaphake aufgefordert hatte, den Ort vor den anrückenden Alliierten zu räumen. Es gab 32 Tote im Ort. In der Folge kam es aus nicht erklärbaren Gründen nie zu einer Ermittlung, obwohl der Sachverhalt klar dokumentiert ist.
Einige Tage davor hatte die gleiche Gruppe einen 19-jährigen Versprengten aus der Trierer Gegend, der nach der Zerstörung der Speyerer Rheinbrücke seinen Verband verloren hatte und allein bei Walldorf von Klaphake aufgegriffen worden war, als Fahnenflüchtigen erhängt. Ein Verfahren in dieser Sache wurde von der StA Heidelberg 1968 eingestellt.
Weitere Verbrechen der Gruppe „Götz von Berlichingen“ sind im Bundesarchiv Außenstelle Ludwigsburg dokumentiert.
Rudolf Klaphake geb. 10. April 1907 in Hannover, starb am 7. Mai 1975 in Seeshausen/Murnau, wo er nach seiner Pensionierung im Polizeidienst in Düsseldorf lebte. Ein Angehöriger seiner Einheit kam aus diesem Ort.

### An Angehörigen der Division
- Am 18. April 1945 ergab sich eine Gruppe von Divisionsangehörigen in Nürnberg auf dem Gelände der Brauerei Lederer in amerikanische Gefangenschaft. Die Soldaten wurden zum israelitischen Friedhof in der Bärenschanzstrasse geführt und dort erschossen. Der Fall ist durch mehrere Polizeiberichte dokumentiert, die von acht toten SS-Männern sprechen[12] und wird auch bei Kunze[13] und Günther[14] beschrieben. Bei beiden Autoren finden sich weitere Belege für illegitime Tötungen von Angehörigen der Division durch US-Truppen.
- Am 28. April 1945 ergaben sich in Eberstetten bei Pfaffenhofen an der Ilm 15 Soldaten der Waffen-SS den Amerikanern. Die Gefangenen wurden auf Fahrzeugen zu einer Wiese am Ortsrand gefahren und dort durch Schüsse in den Rücken getötet. Die Amerikaner konfiszierten später die von Zivilisten eingesammelten Papiere der Toten, daher blieb deren Identität unbekannt. Bei einer Umbettung in den 50er Jahren wurden zwei der Toten als Angehörige der 17. SS-Panzergrenadier-Division identifiziert, daher geht man davon aus, dass alle Opfer dieser Einheit angehörten.[15][16][17]
- Am 21. März 1945 wurde eine Gruppe von 10 Soldaten der Division  in Steinalben gefangen genommen. Nach der Gefangennahme wurde einer der Soldaten durch US-Amerikaner misshandelt und seiner Armbanduhr sowie der Auszeichnungen beraubt. Die Soldaten wurden anschließend in ein Waldstück zwischen Steinalben und Schopp im Bereich des sogenannten Mühlbergs  getrieben. Am Wegrand mussten diese Soldaten Koppeln, Erkennungsmarken und Wehrpässe ablegen. Die Soldaten sollten abseits vom Weg durch US-Soldaten erschossen werden, wobei jedoch drei Soldaten die Erschießung überlebten. Am Rande der B 270 wurde vor einigen Jahren ein Gedenkstein aufgestellt.[18][19][20] Die Koppeln, Soldbücher, Erkennungsmarken und Wehrpässe wurden von Waldarbeitern wenige Jahre nach Kriegsende gefunden.

## Gliederung
| - SS-Panzergrenadier-Regiment 37 - SS-Panzergrenadier-Regiment 38 - SS-Artillerie-Regiment 17 - SS-Panzer-Abteilung 17 - SS-Sturmgeschütz-Abteilung 17 - SS-Flak-Abteilung 17 - SS-Pionier-Bataillon 17 - SS-Panzer-Aufklärungs-Abteilung 17 | - SS-Nachrichten-Abteilung - Kommandeur der SS-Divisions-Nachschubtruppen 17 - SS-Sanitäts-Abteilung 17 - SS-Panzer-Instandsetzungs-Abteilung 17 - SS-Wirtschafts-Bataillon 17 - SS-Feldpostamt 17 - SS-Kriegsberichter-Zug 17 - SS-Feldgendarmerie-Kompanie 17 - SS-Feldersatz-Bataillon 17 |

## Kommandeure
- Oktober 1943 bis Januar 1944: SS-Obersturmbannführer Otto Binge
- Januar 1944 bis 16. Juni 1944: SS-Brigadeführer und Generalmajor der Waffen-SS Werner Ostendorff
- 16.–18. Juni 1944: SS-Standartenführer Otto Binge
- 18. Juni bis 1. August 1944: SS-Oberführer Otto Baum (mit der Führung beauftragt)
- 1. August bis 30. August 1944: SS-Standartenführer Otto Binge
- 30. August bis September 1944: SS-Oberführer Eduard Deisenhofer
- September 1944: SS-Standartenführer Thomas Müller
- September bis 21. Oktober 1944: SS-Standartenführer Gustav Mertsch
- 21. Oktober bis 15. November 1944: SS-Brigadeführer und Generalmajor der Waffen-SS Werner Ostendorff
- 15. November 1944 bis 8. Januar 1945: SS-Standartenführer Hans Lingner
- Januar 1945: Generalmajor Gerhard Lindner
- 21. Januar bis 23. März 1945: SS-Standartenführer Fritz Klingenberg
- März 1945: SS-Obersturmbannführer Vinzenz Kaiser
- 30. März bis 6. Mai 1945: SS-Oberführer Georg Bochmann

## Bekannte Divisionsangehörige
- Karl-Heinz Bartsch (1923–2003), war ein deutscher Agrarwissenschaftler, Hochschullehrer und Politiker der Sozialistischen Einheitspartei Deutschlands in der Deutschen Demokratischen Republik. In dieser Rolle war er stellvertretender Minister für Landwirtschaft und kurzzeitig Mitglied des Zentralkomitees (ZK) der SED und Kandidat des Politbüros.
- Rolf Speckmann (1918–1995), war von 1966 bis 1971, als Mitglied der FDP, Senator für Finanzen in Bremen
- Wilhelm Krelle (1916–2004), als Hochschullehrer trug er maßgeblich zur Entwicklung der deutschen Volkswirtschaftslehre bei.